# 伯備線
伯備線（はくびせん）は、岡山県倉敷市の倉敷駅から新見駅を経て、鳥取県米子市の伯耆大山駅に至る西日本旅客鉄道（JR西日本）の鉄道路線（幹線）である。

## 概要
山陽地方と山陰地方を結ぶ陰陽連絡路線の一つであり、中国山地を越えて鳥取県の西部（旧伯耆国）と岡山県の中部（旧備中国）を結んでいる。陰陽連絡路線では、初の全線電化や改良工事が行われ、複線区間が存在し最も運転本数が多い。倉敷駅 - 新郷駅間は高梁川水系、上石見駅 - 伯耆大山駅間は日野川水系に沿って走行し、曲線と急勾配が多い。また、陰陽連絡路線では美祢線と並ぶ数少ない幹線であるが、旅客輸送実績では特定地方交通線に該当していた美祢線が貨物輸送実績を基準にして幹線になった経緯を考慮すると、事実上唯一の幹線といえる。
列車は基本的に倉敷駅側では山陽本線に乗り入れ岡山駅方面に、伯耆大山駅側では山陰本線に乗り入れ米子駅・出雲市駅方面に直通しており、山陽新幹線と接続する特急「やくも」が岡山駅 - 出雲市駅間で運転されているほか、日本で数少ない定期寝台特急である「サンライズ出雲」が当線を経由して東京駅 - 出雲市駅間で運転されている（詳細後述）。
倉敷駅 - 新郷駅間は、JR西日本岡山支社が管轄、上石見駅 - 伯耆大山駅間は同米子支社が管轄している（両支社の境界は新郷駅 - 上石見駅の中間付近で、谷田トンネルの新見駅寄り出入口手前にある）。2016年春から導入された路線記号はV、ラインカラーは緑色（■）。この路線記号とラインカラーは、当初は岡山・福山エリアとして新見駅以南のみを対象とする予定であったが、後に山陰エリアとして新見駅以北も対象に加えられ、事実上全線通しで適用されることが決まった。
全線がIC乗車カード「ICOCA」エリアに含まれている。ただし、新見駅 - 伯耆大山駅間は特急停車駅（生山駅・根雨駅）のみで乗車券機能だけが利用可能であり、ICOCA定期券は発売されない。

### 路線データ
- 管轄・路線距離（営業キロ）：
  - 西日本旅客鉄道（第一種鉄道事業者）・日本貨物鉄道（第二種鉄道事業者）
    - 倉敷駅 - 伯耆大山駅間 138.4km

  - 井原鉄道（第二種鉄道事業者）
    - 清音駅 - 総社駅間 (3.4km)
- 軌間：1067mm
- 駅数：28（起終点駅含む）
  - 伯備線所属駅に限定した場合、山陽本線所属の倉敷駅と山陰本線所属の伯耆大山駅[6]が除外され、26駅となる。
- 複線区間：倉敷駅 - 備中高梁駅間、井倉駅 - 石蟹駅間
- 電化区間：全線（直流1500V）
  - 架線の吊架方式
    - ヘビーシンプルカテナリ方式（倉敷駅 - 備中高梁駅・根雨駅 - 伯耆大山駅）[7][注釈 3]。
    - シンプルカテナリ方式（備中高梁駅 - 根雨駅）[7][注釈 4]。
- 閉塞方式：複線自動閉塞式（複線区間）、単線自動閉塞式（単線区間）
  - 交換可能駅：武庫駅を除く全駅
- 最高速度：
  - 倉敷駅 - 備中高梁駅間：120km/h（273系）
  - 備中高梁駅 - 江尾駅間：110km/h（273系）
  - 江尾駅 - 伯耆大山駅間：120km/h（273系）
- 最小曲線：200R
- 最急勾配：25‰
- 運転指令所：
  - 倉敷駅 - 新郷駅間：中国総合指令所岡山指令所
  - 新郷駅 - 伯耆大山駅間：中国総合指令所米子指令所
- IC乗車カード対応区間：
  - ICOCAエリア：倉敷駅 - 新見駅間と、生山駅・根雨駅のみ利用可能。

### 平均通過人員
各年度の平均通過人員（人/日）は以下のとおりである。
| 年度                   | 平均通過人員（人/日） | 平均通過人員（人/日） | 平均通過人員（人/日） | 平均通過人員（人/日） | 出典   |
| 年度                   | 全線                  | 倉敷 - 備中高梁       | 備中高梁 - 新見       | 新見 - 伯耆大山       | 出典   |
| ---------------------- | --------------------- | --------------------- | --------------------- | --------------------- | ------ |
| 2013年度（平成25年度） | 6,514                 | 11,789                | 5,526                 | 4,495                 | [ 8 ]  |
| 2014年度（平成26年度） | 6,013                 | 11,246                | 5,055                 | 4,003                 | [ 9 ]  |
| 2015年度（平成27年度） | 6,013                 | 11,295                | 4,984                 | 4,009                 | [ 10 ] |
| 2016年度（平成28年度） | 5,969                 | 11,194                | 4,948                 | 3,988                 | [ 11 ] |
| 2017年度（平成29年度） | 5,896                 | 11,146                | 4,894                 | 3,895                 | [ 12 ] |
| 2018年度（平成30年度） | 5,438                 | 10,502                | 4,464                 | 3,512                 | [ 13 ] |
| 2019年度（令和元年度） | 5,496                 | 10,609                | 4,546                 | 3,537                 | [ 14 ] |
| 2020年度（令和02年度） | 2,910                 | 6,786                 | 2,098                 | 1,463                 | [ 15 ] |
| 2021年度（令和03年度） | 3,095                 | 7,017                 | 2,327                 | 1,609                 | [ 16 ] |
| 2022年度（令和04年度） | 4,366                 | 8,698                 | 3,610                 | 2,686                 | [ 17 ] |
| 2023年度（令和05年度） | 4,798                 | 9,366                 | 4,080                 | 2,933                 | [ 18 ] |

## 沿線概況
瀬戸内海側の倉敷駅では4番のりばから発車し、右に大きくカーブをして北上する。ほどなくして高梁川が左手に見え、新見駅まで高梁川の渓谷を遡る。総社駅を出ると谷間に入り、豪渓駅 - 新見駅間は国道180号とともに高梁川の渓谷を眺める車窓が続く。このうち井倉駅 - 石蟹駅間は、高梁川が最も蛇行する区間で伯備線もその流れに沿って運転されていたが、複線化に伴い経路が変更された。旧線跡は自転車道に転用されている。
新見駅は、姫新線・芸備線の列車が乗り入れ、国鉄時代には蒸気機関車が配置された車両基地として新見機関区も設けられた交通の要衝であった。芸備線は新見駅の2つ先の備中神代駅から分岐している。
新郷駅 - 上石見駅間にある谷田峠トンネルで岡山県から鳥取県に入り、日野川に沿って日本海側に至る。伯耆溝口駅を過ぎたあたりから右手には大山を見ることができ、米子平野の中を進んでいくと、米子自動車道が近づき、左に大きくカーブして西向きに変えると伯備線の終点である伯耆大山駅に到着する。

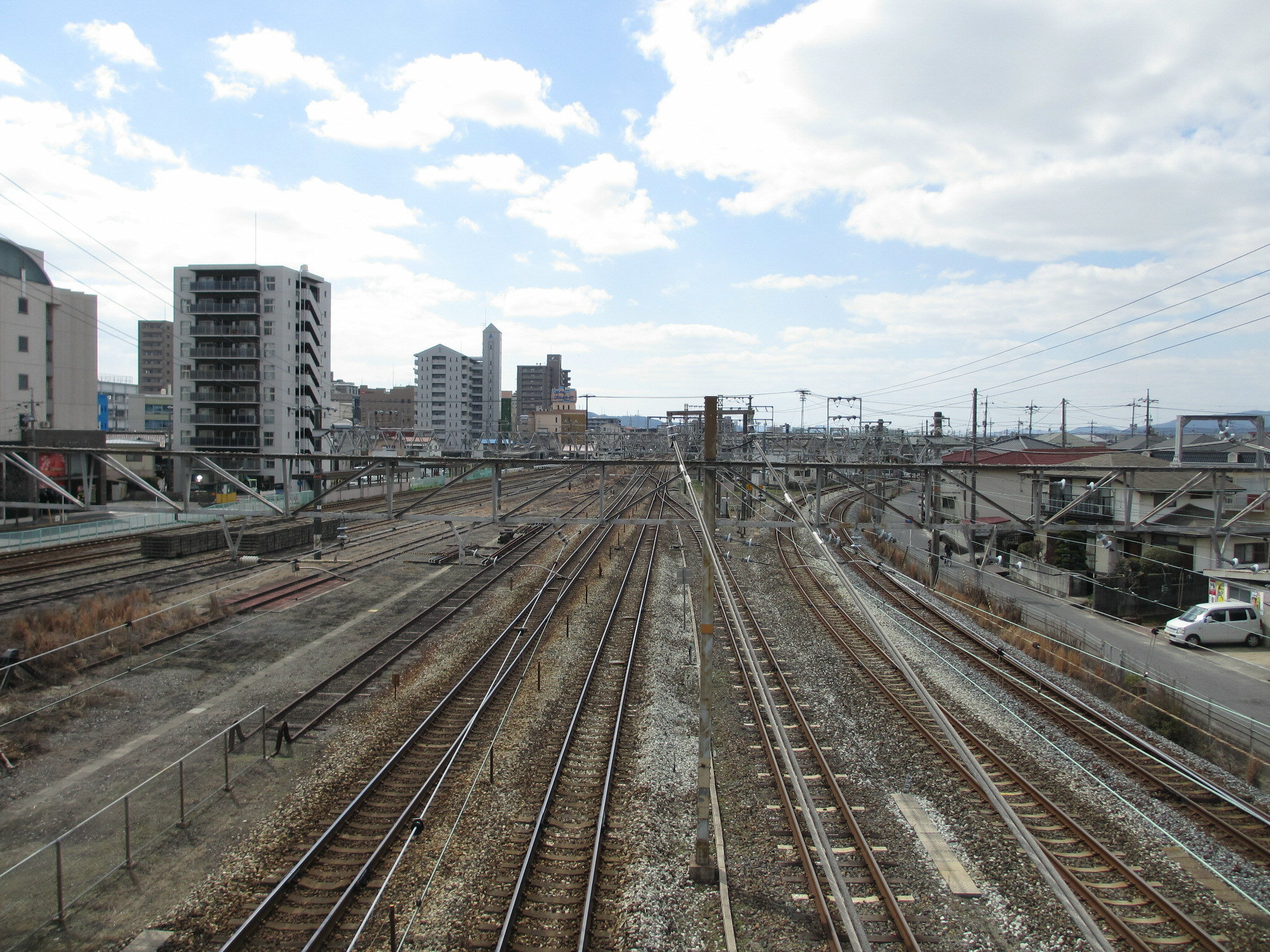
山陽本線と伯備線の分岐地点。西阿知駅方向を望む。右側にカーブしていく複線が伯備線。
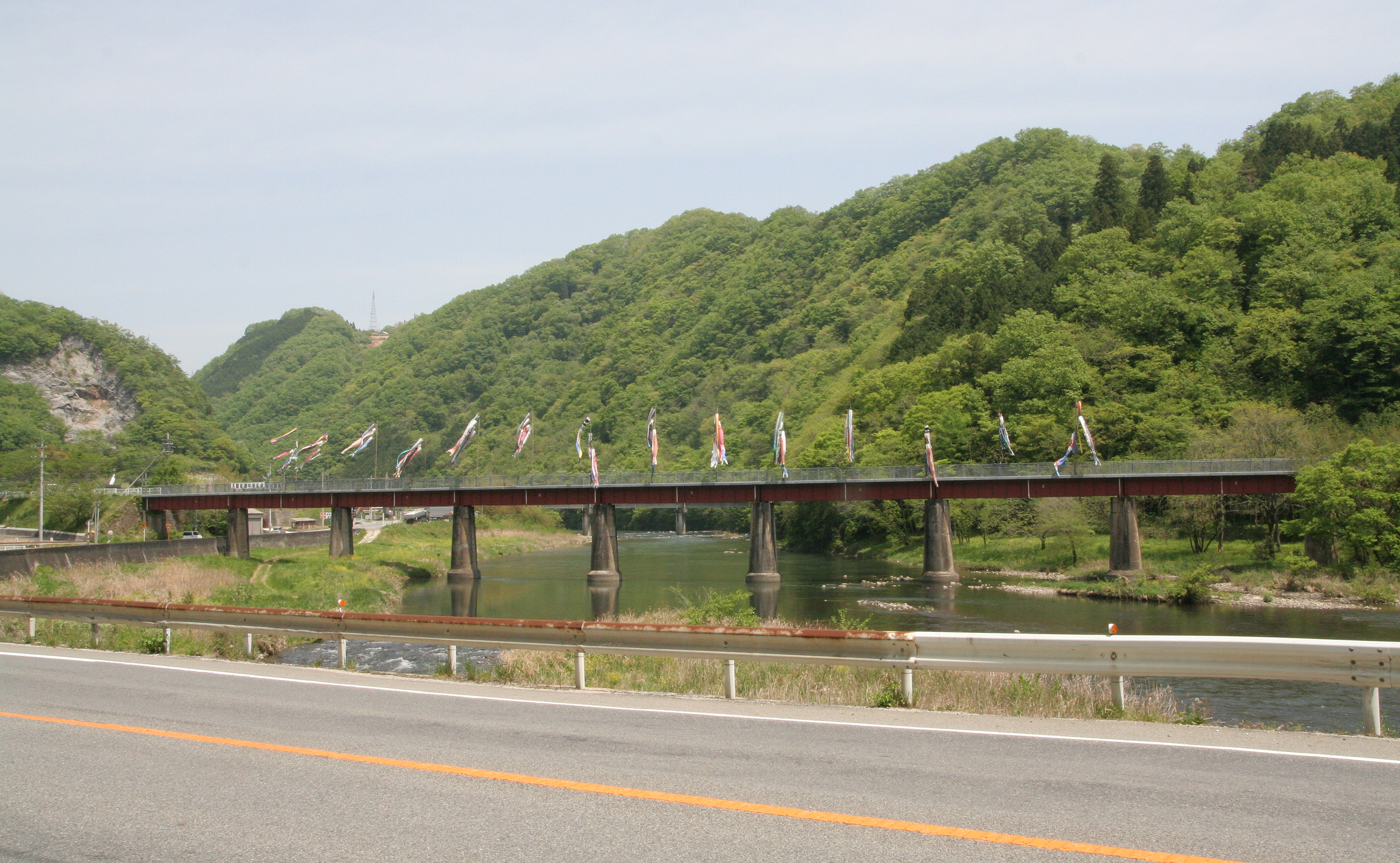
経路変更で廃線となった旧伯備線鉄橋（2008年5月4日 井倉駅 - 石蟹駅間）
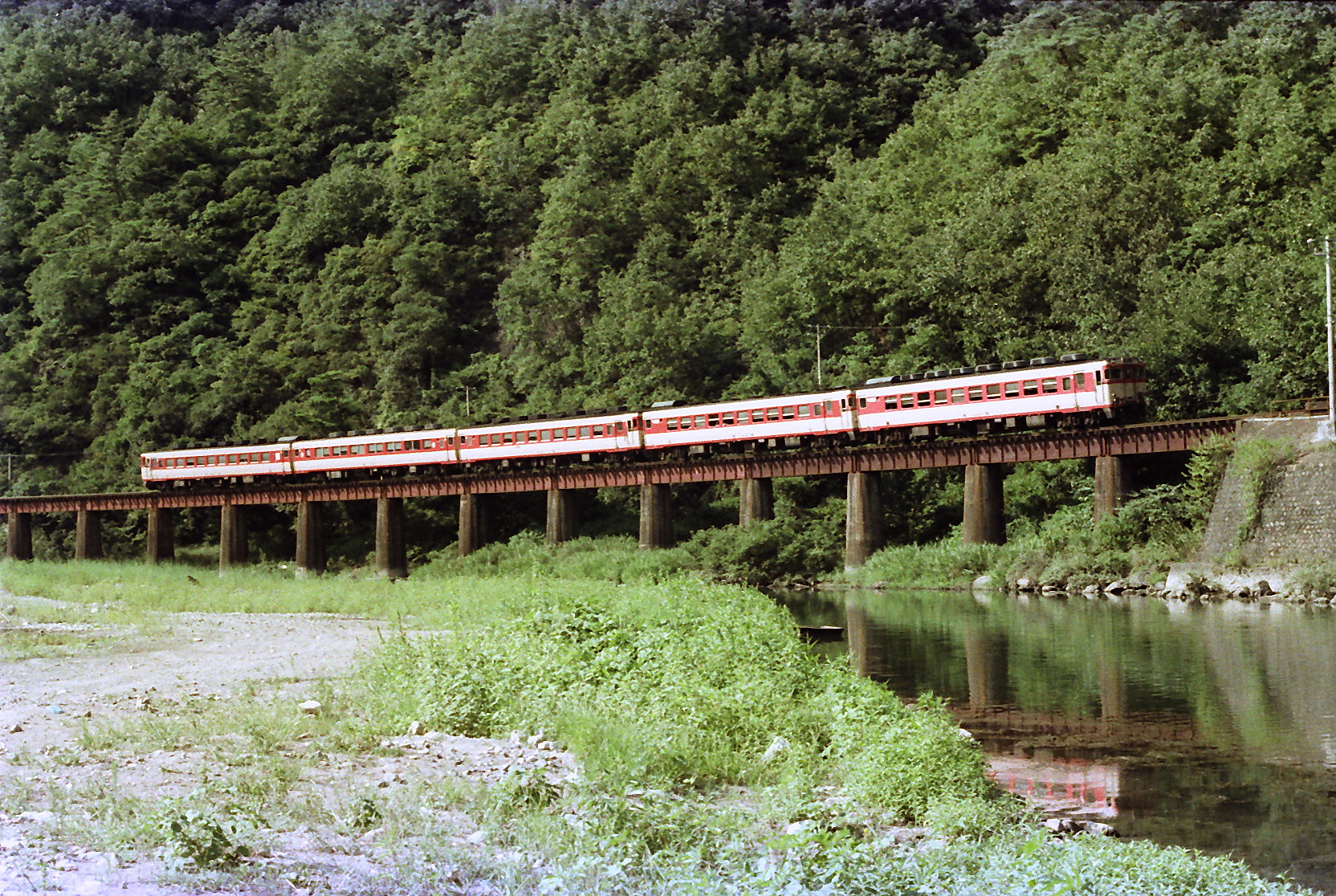
旧線区間を走る急行「伯耆」（1978年8月2日 井倉駅 - 石蟹駅間）

## 運行形態

### 優等列車
山陽地方と山陰地方を連絡する列車として、岡山駅 - 出雲市駅間の特急「やくも」が約1時間間隔で1日15往復運行されている。2021年2月より7往復を運休して約2時間間隔で1日8往復、2022年3月より3往復を金・土・日曜・祝日主体に運行の臨時列車に変更して1日12往復に減便されていたが、2024年3月のダイヤ改正で1日15往復に復帰した。また、東京駅 - 出雲市駅間の寝台特急「サンライズ出雲」が1日1往復運行されている。いずれも伯備線の全区間を経由する。

### 地域輸送
普通列車は新見駅で運転系統が分かれているが、全線を通して運転する列車も2023年3月18日のダイヤ改正時点で下り1本設定されている（岡山発米子行き）。全列車が倉敷側は岡山駅、伯耆大山側は米子駅まで乗り入れる。さらに岡山駅からは山陽本線の相生駅・姫路駅（かつては西明石駅）まで、赤穂線を介して播州赤穂駅まで、米子駅からは山陰本線を経て西出雲駅まで直通する列車もある（それぞれ岡山駅・米子駅を境に別列車扱い）。普通列車の車両の夜間滞泊は備中高梁駅と新見駅で行われている。
長らく伯備線のみを走行する列車はなかったが、2014年3月のダイヤ改正で備中高梁発早朝4時台に倉敷行きが設定され、2022年3月12日のダイヤ改正でこの列車が廃止されるまで、伯備線のみを走行する列車が設定されていた。また、2014年3月から倉敷駅発着列車としては朝に倉敷発西出雲行きが設定されていたが、2022年3月のダイヤ改正で岡山発米子行きに変更された。
倉敷駅 - 総社駅間では1時間に2本程度、総社駅 -備中高梁駅間では1時間に1 - 2本程度、備中高梁駅 - 新見駅間では1 - 2時間に1本程度の運転となる。編成は2・3・4・6・7両編成であり、2両編成の列車は一部列車を除いてワンマン運転を行うが、備中高梁駅以南は車内精算を行わない都市型ワンマンとなっている。平成初期には新見駅 - 岡山駅間にて快速列車が設定されていたこともあったが、現在は各駅に停車する普通列車に格下げされている。なお、ドアの開閉は通年各駅半自動扱いとなるが、2020年4月以降は新型コロナウイルス感染症（COVID-19）の拡大防止による車内換気向上のため、一部の列車や駅では半自動扱いを休止して自動扱いになっている。また、清音駅 - 総社駅間は井原鉄道の第二種鉄道事業区間で伯備線と施設を共用しており、井原鉄道井原線の列車も運行される。ただし両駅の改札や乗り場は伯備線と分離されており、この区間で井原鉄道の列車に乗車する場合、JRの乗車券は使用できない。
新見駅 - 生山駅間は2 - 3時間に1本程度の運転で、下り列車は最大4時間ほど普通列車が設定されていない時間帯がある。生山駅 - 伯耆大山駅間は1 - 2時間に1本程度運転されている。主に下関総合車両所岡山電車支所所属の2両編成の115系電車を用いて、2018年3月17日ダイヤ改正時点で全ての列車がワンマン運転を行っている。平日・土曜6時台には新郷発岡山方面播州赤穂行きの列車が設定されており、同支所所属の3両編成の115系電車が使用される。この列車は新見駅から一旦、上石見駅まで回送され、折り返し新郷駅まで回送されて播州赤穂行きとなる。日曜・祝日は新見始発で運行されるため、新見駅から新郷駅までの回送は行われない。
また、一部列車に気動車が使用されている。岡山気動車区（現、後藤総合車両所岡山気動車支所）所属のキハ120形気動車が2014年3月15日のダイヤ改正で、新見駅 - 米子駅間の昼間と夜間の各1往復に投入された。2017年3月4日のダイヤ改正時点では昼間の1往復だけの運用となり、2022年3月12日のダイヤ改正ではキハ120形気動車の同区間での運用が終了した。新見駅 - 備中神代駅間には芸備線の列車（全てキハ120形）が乗り入れており、途中の布原駅には芸備線直通の普通列車のみが停車する。さらに、キハ120形気動車は伯備線内の他区間でも使用されていた。後藤総合車両所運用検修センター所属のキハ121形気動車が生山駅 - 米子駅間の夕方の2往復、同所属のキハ126形気動車が同区間の昼間の1往復に使用されている。

### 貨物列車
貨物列車も運転され、コンテナ車で編成された高速貨物列車が1日4往復設定されている。牽引機はEF64形電気機関車である。
昭和30年代までは伯備線内の各駅で貨物の取り扱いをしており、木材や米、麦、木炭、葉タバコなどが大阪、神戸などの関西地区へ発送されていた。また、新見市内の駅からセメントや製鋼用生石灰などが発送されていたが1986年までに廃止された。伯耆大山駅は山陰本線所属駅のため、伯備線所属駅での貨物の取り扱いはなくなった。
定期列車のほか、東海道本線・山陽本線に不通区間がある場合に貨物列車の迂回経路として利用されることがある。
1995年2月11日から3月30日までの間、阪神・淡路大震災による不通区間を迂回する形で、吹田操車場（現在の吹田貨物ターミナル駅） - 西岡山駅（現在の岡山貨物ターミナル駅）間に福知山線・山陰本線（米子駅で折り返し）と当路線を経由する貨物列車が設定された。
2018年7月の西日本豪雨の際には山陽本線の一部区間が不通になったことに伴い、同年8月28日（始発駅基準）から伯備線・山陰本線・山口線に迂回する貨物列車が1往復臨時運行されることになった。同年9月30日に山陽本線の最後の不通区間である三原駅 - 白市駅間が開通することになったため、迂回貨物列車の運行は9月28日に終了した。しかし山陽本線は台風24号の影響で2018年9月29日に柳井駅 - 下松駅間が不通となったため、同年10月5日から再び伯備線・山陰本線・山口線経由の迂回貨物列車が運行されることになった（当線通過は6日から）。同月13日に山陽本線が全線開通することになったため、迂回貨物列車の運行は11日に終了した。

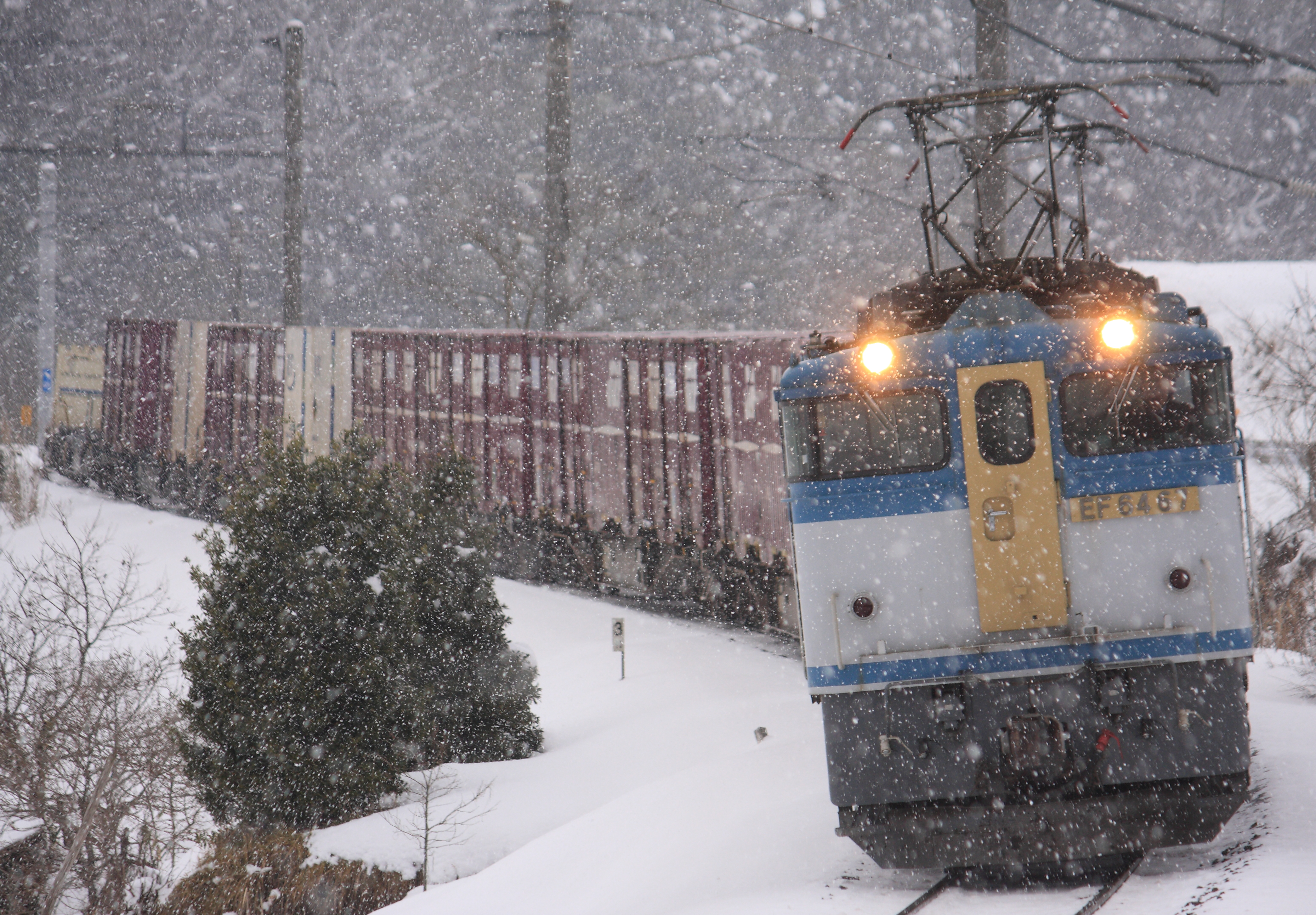
コンテナ車で編成された高速貨物列車 （2012年2月10日 上石見駅 - 下石見信号場間）

## 使用車両
1982年の全線電化後も、米子側の区間列車、非電化の井原鉄道井原線や芸備線に直通する列車などで気動車が使用されている。

### 電車
- 113系：倉敷駅 - 新見駅間で運行。全列車4両編成。
- 115系：普通列車の主力形式であり、なおかつ普通列車の車両では唯一全線で使われる。新見駅以南は2両編成から最大7両編成まで運行されるが、新見駅以北は平日・土曜6時台の新郷駅発播州赤穂駅行きの列車を除いて2両編成のG編成での運用。
- 117系：特急「WEST EXPRESS 銀河」として全線で運行される。
- 213系：倉敷駅 - 新見駅間で運行される。2両編成だが、2本つないだ4両編成も運行される。新見駅以南の2両編成の運行は本形式が多い。
- 227系：「urara」の愛称がある。2023年7月22日より倉敷駅 - 総社駅間で運行開始。2024年1月20日より総社駅 - 新見駅間でも運用。
- 285系：寝台特急「サンライズ出雲」として全線で運行される。
- 273系：特急「やくも」として381系に代わり、2024年4月6日から順次運行開始。

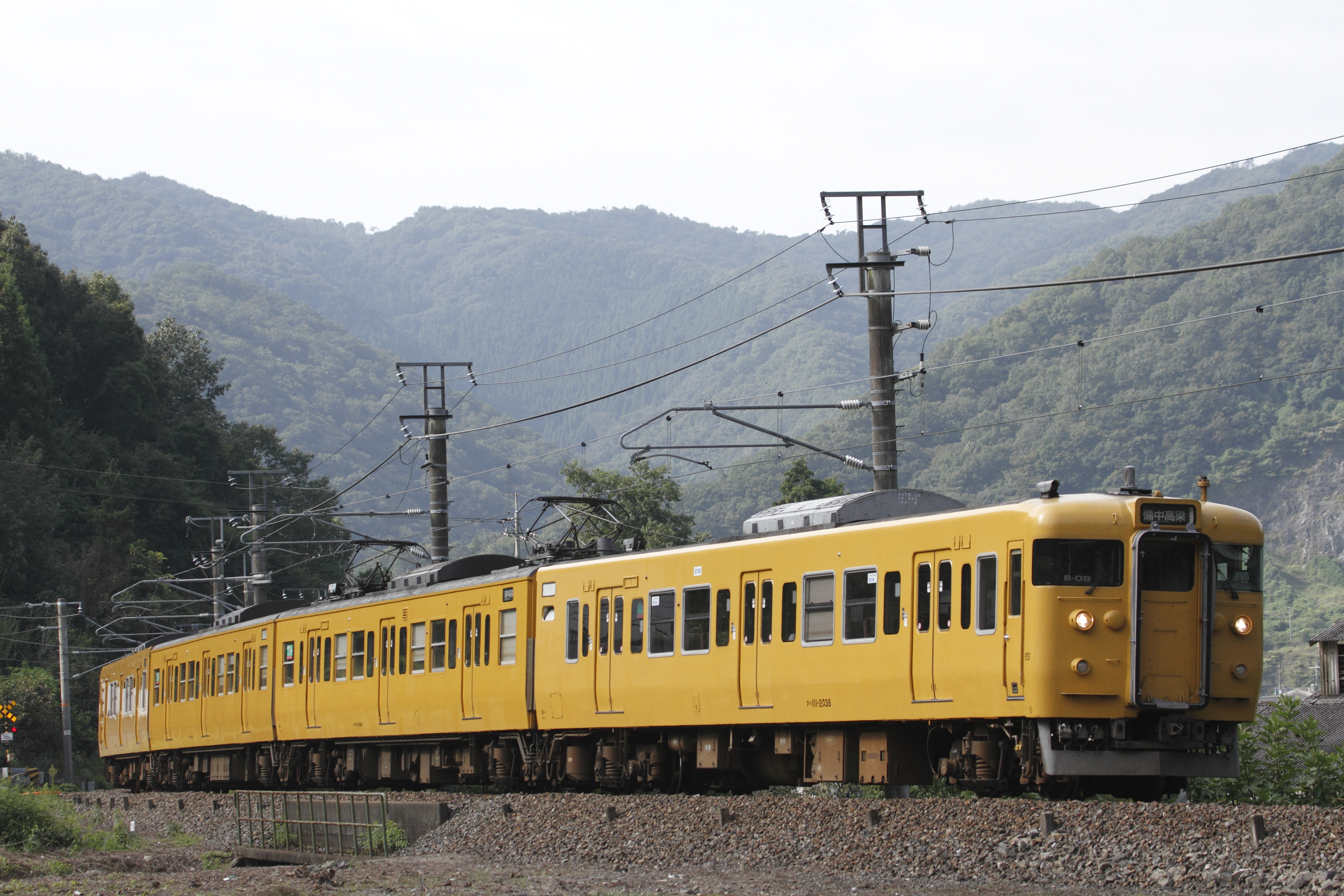
113系
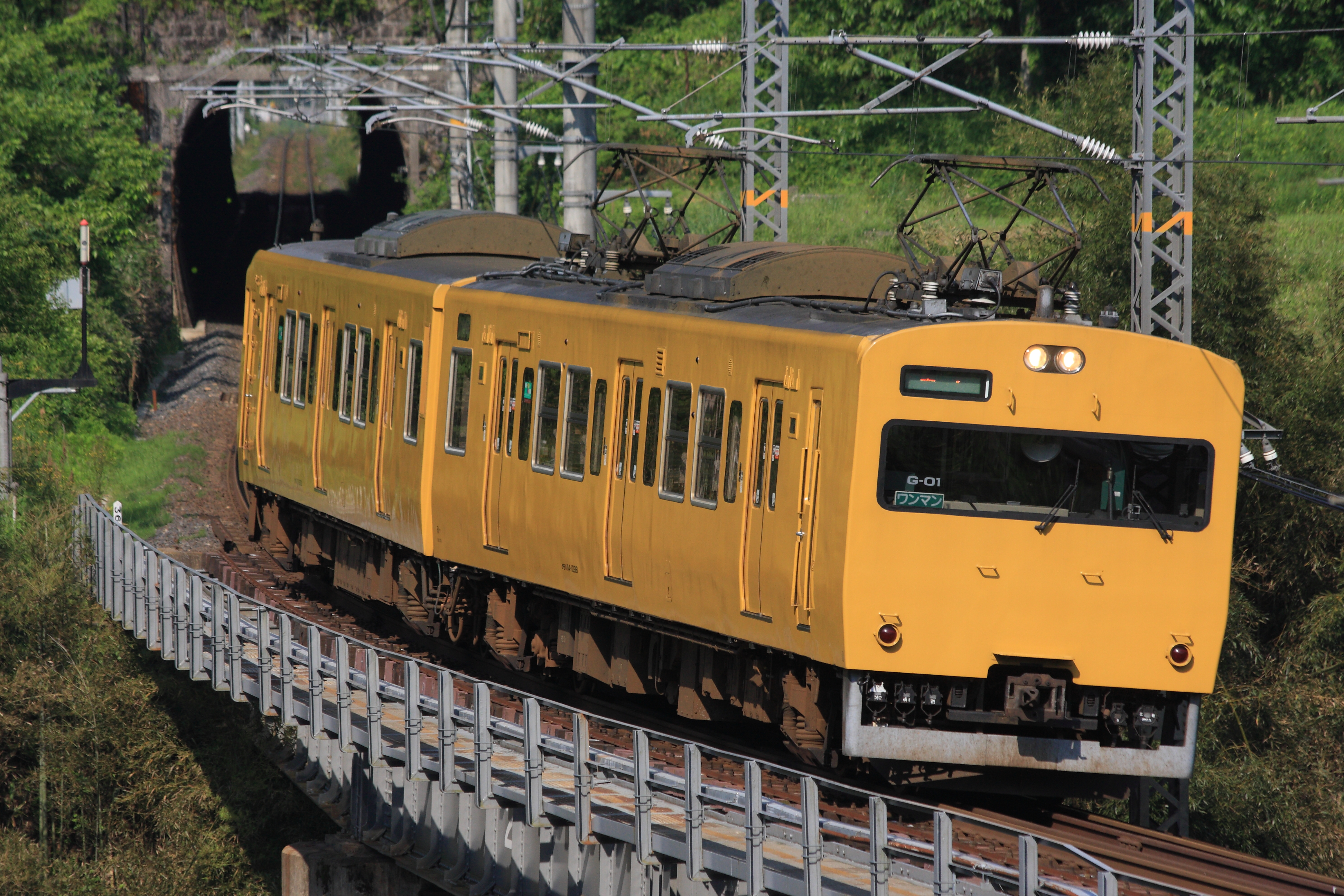
115系
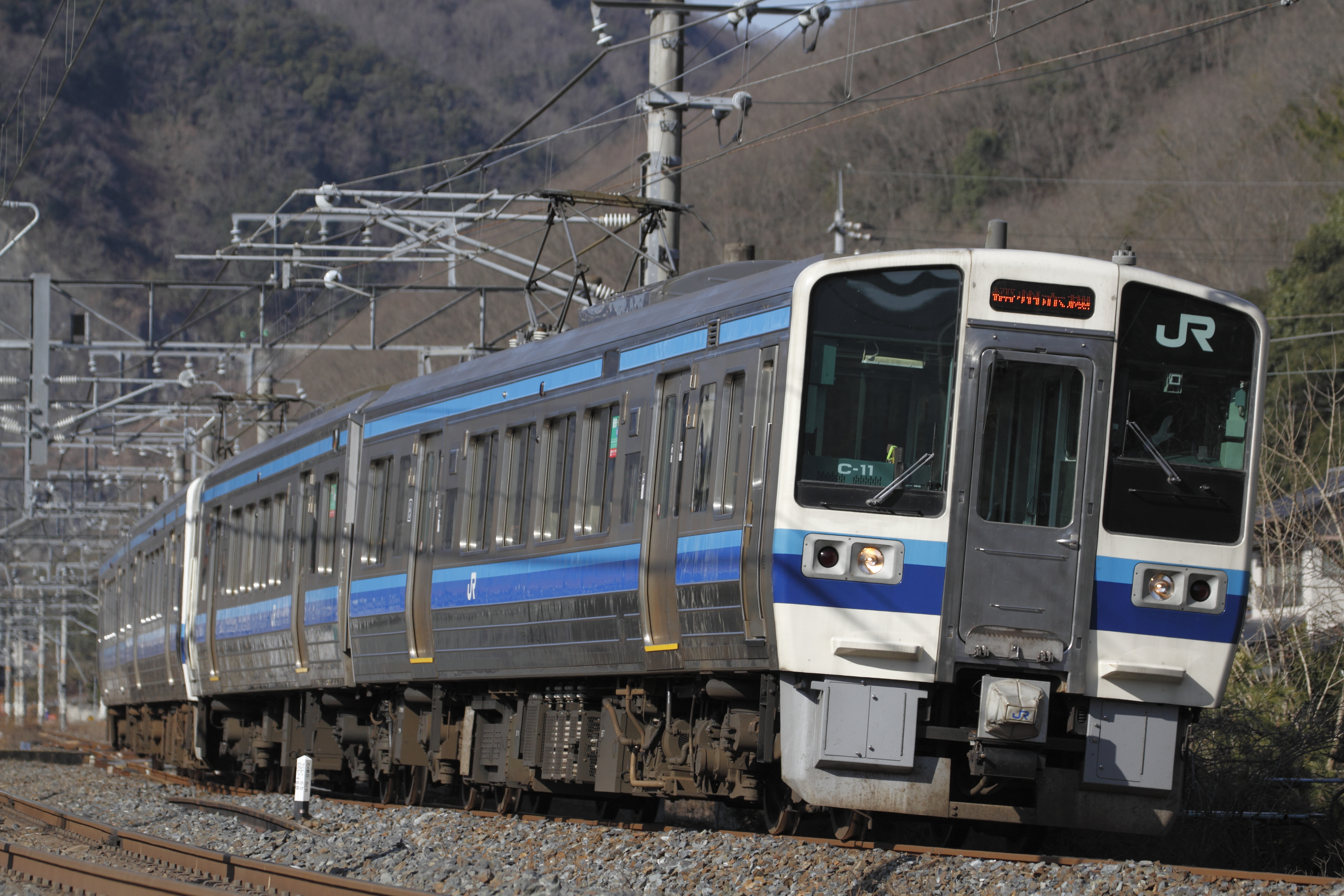
213系
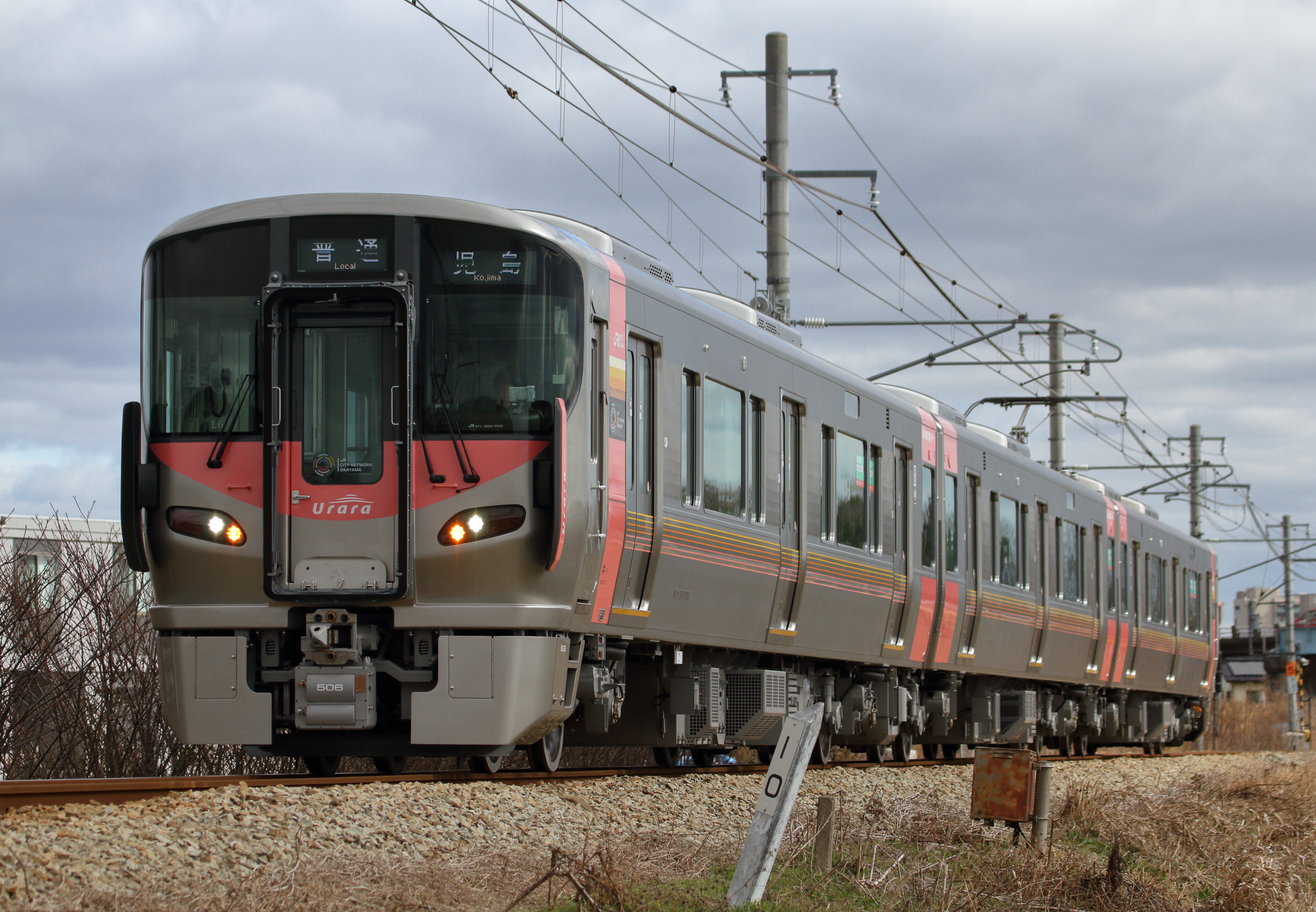
227系「urara」
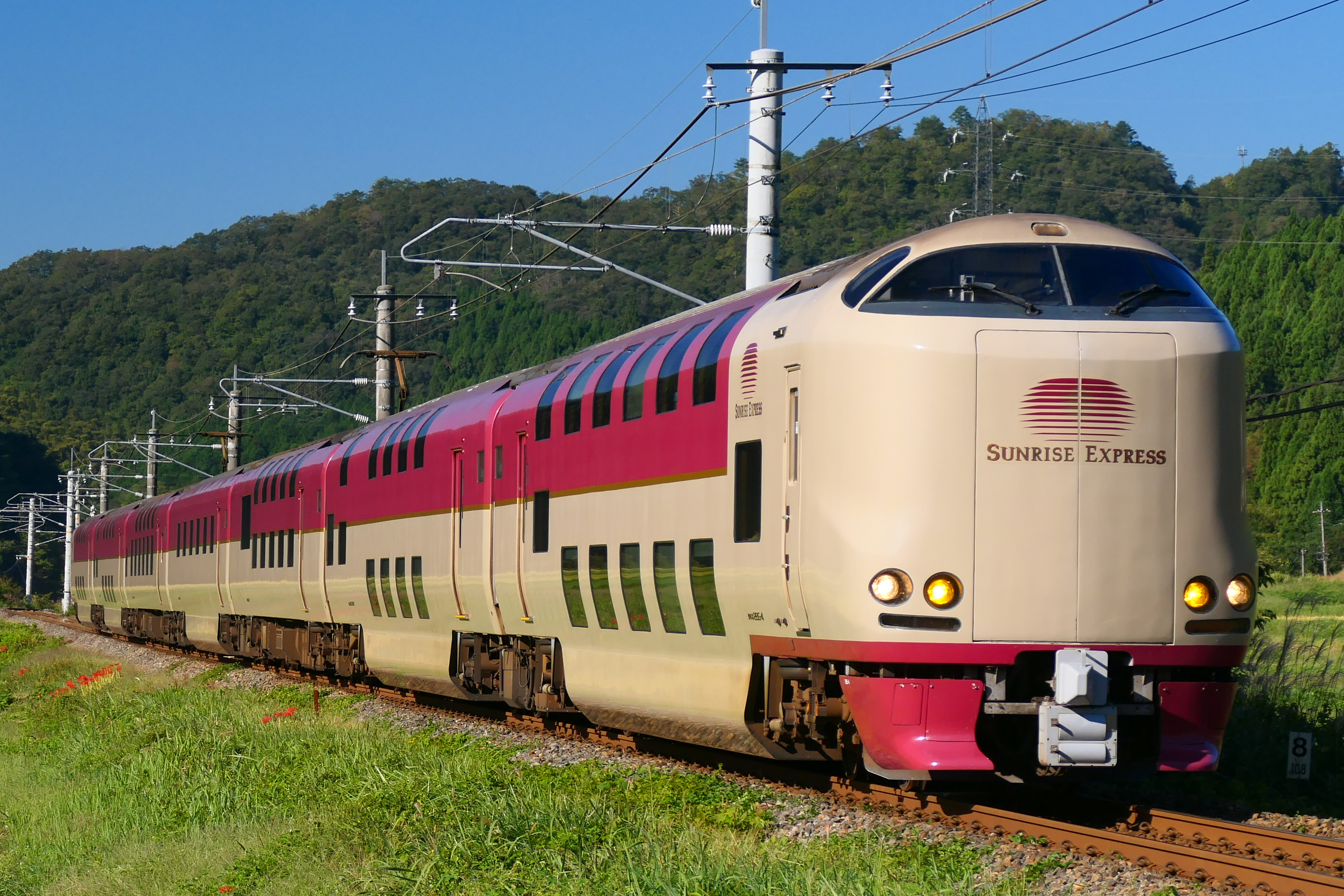
285系「サンライズ出雲」
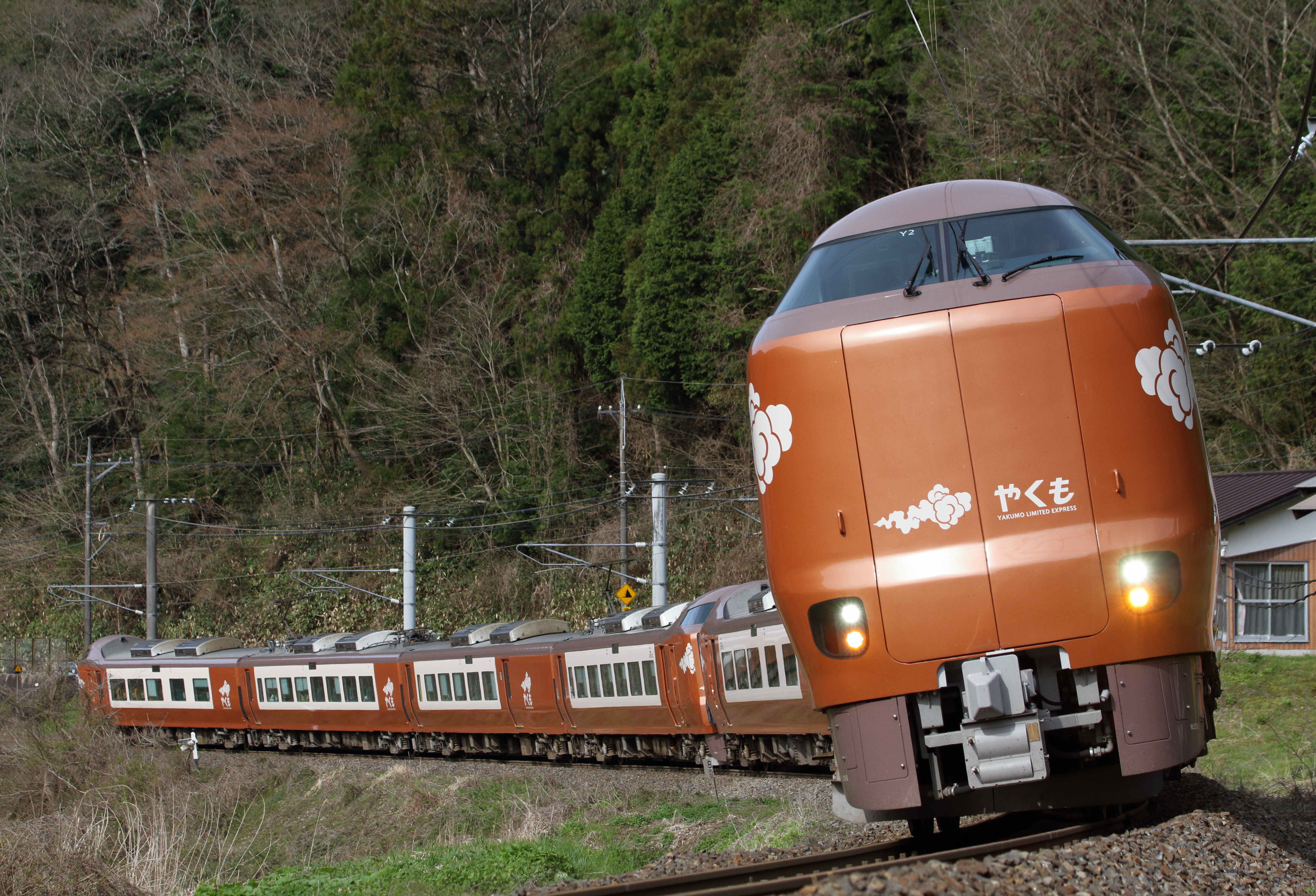
273系「やくも」

### 気動車
- キハ120形：新見駅 - 備中神代駅間で運行される。芸備線直通列車である。2014年3月15日のダイヤ改正から2022年3月12日のダイヤ改正まで、新見駅 - 伯耆大山駅間でも運行されていた。
- キハ121形：生山駅 - 伯耆大山駅間で運行される。
- キハ126形：2022年3月12日のダイヤ改正から、生山駅 - 伯耆大山駅間で運行される。
- 87系：臨時列車「TWILIGHT EXPRESS 瑞風」として全線で運行される。

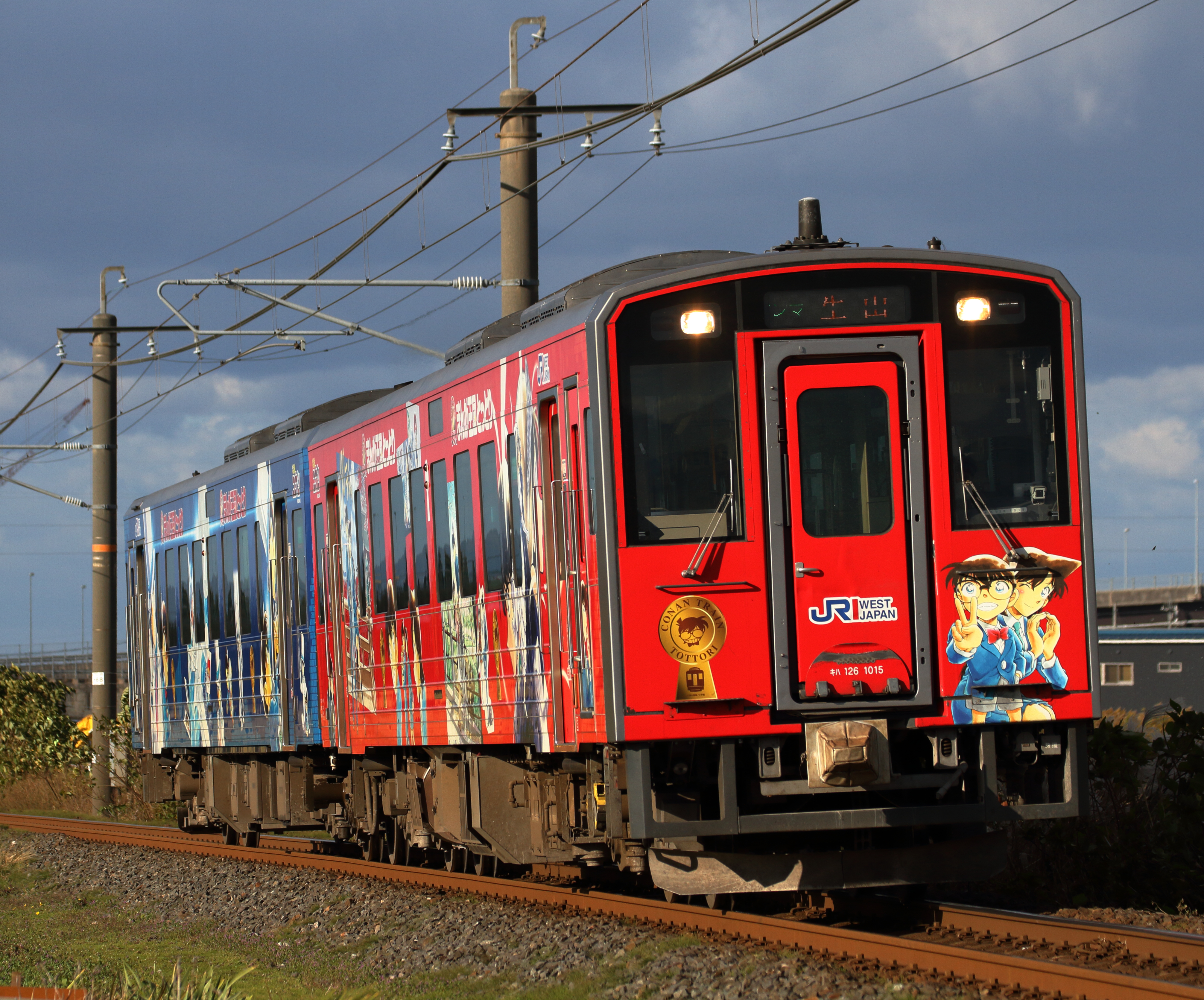
キハ126形
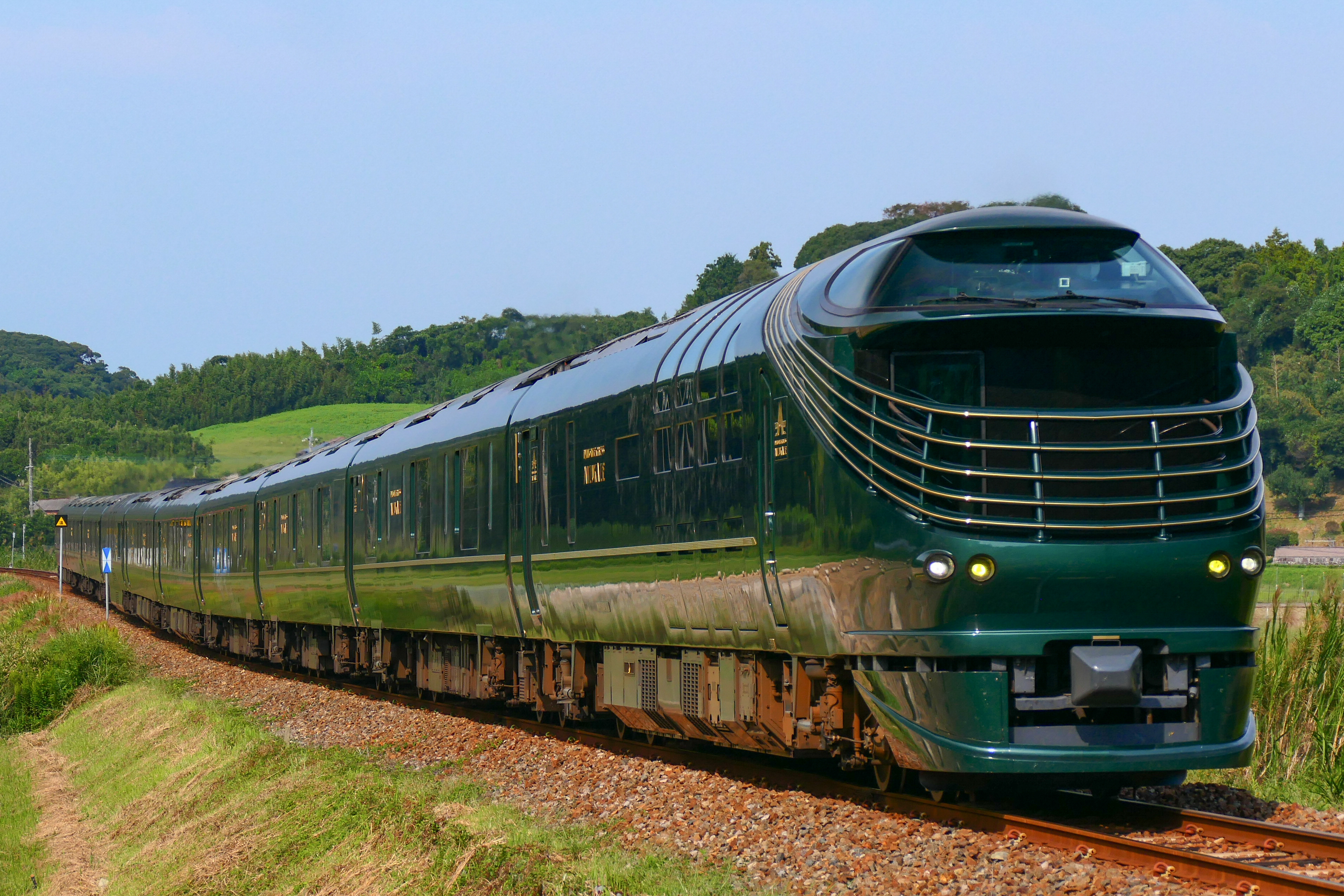
87系「TWILIGHT EXPRESS 瑞風」

### 電気機関車
- 貨物列車
  - EF64形：全線で運行される。
- 工事列車
  - EF65形：倉敷駅 - 新見駅間で運行される。

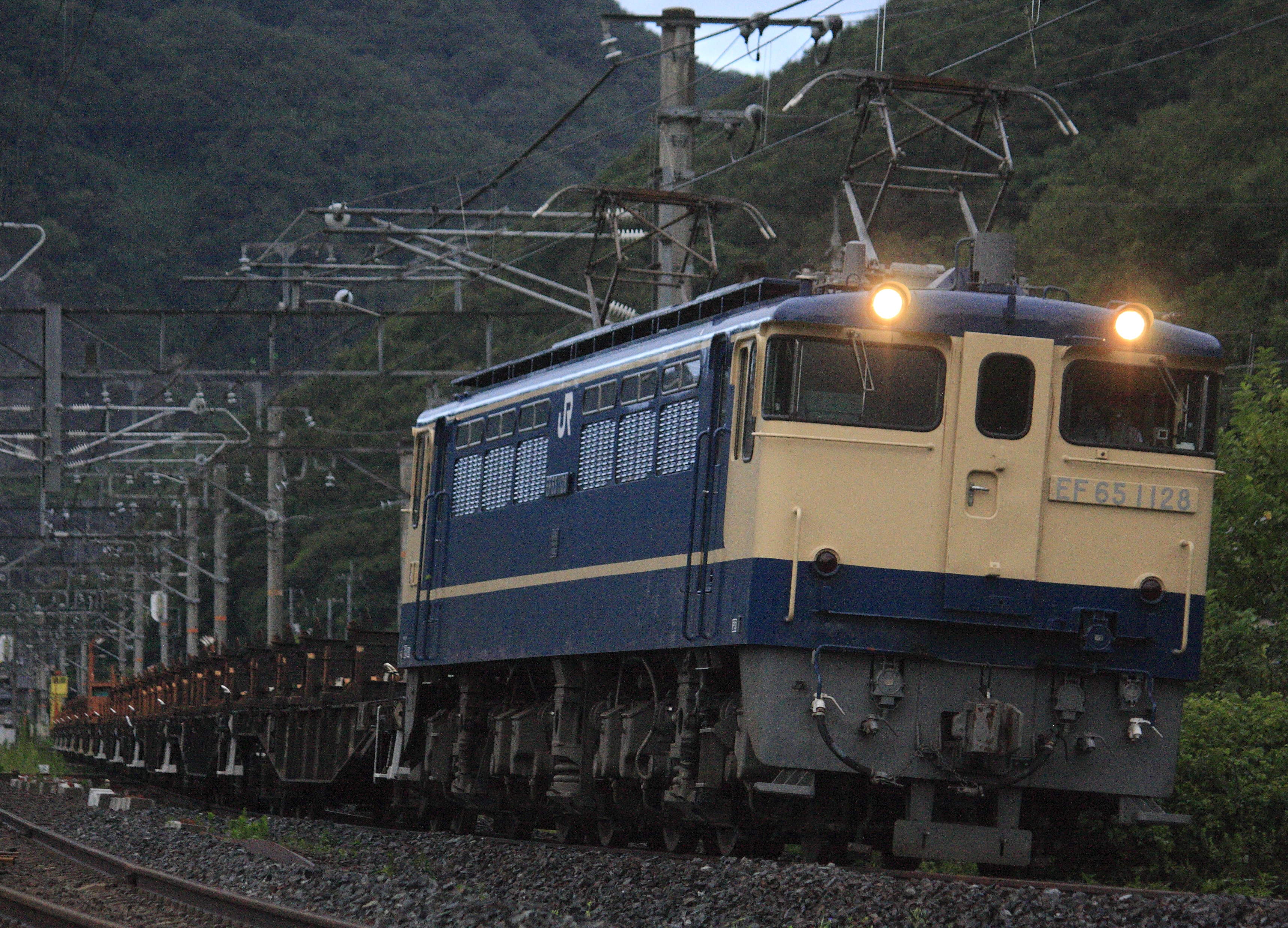
EF65形
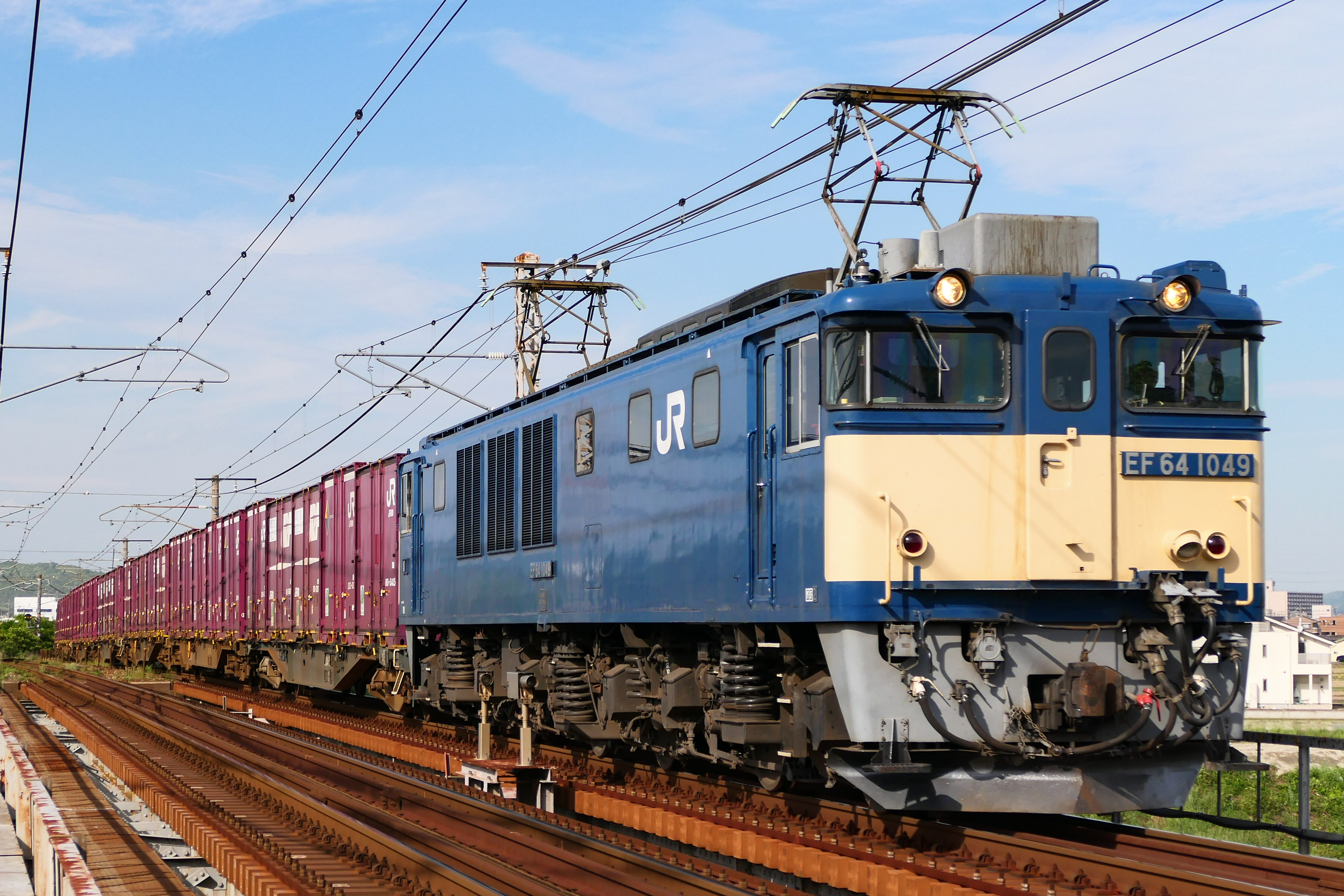
EF64形

### 貨車
- コキ104・106系コンテナ貨車：全線で運行される。

## 貨客混載事業
JR西日本岡山支社、高梁市、ヤマト運輸、晴れの国岡山農業協同組合（JA晴れの国岡山）及びJRサービスネット岡山は、2021年7月29日から伯備線で毎週木曜日に農産品の貨客混載事業を行っており、普通列車で高梁グリーンセンターから輸送した農産品を岡山駅構内「産直便マルシェ」コーナーで販売している。
2022年2月17日からは、JR西日本岡山支社、総社商工会議所、ヤマト運輸により、総社市内のパン販売店からパンを普通列車で輸送して岡山駅構内「産直便マルシェ」コーナーで販売している。

## 歴史
北側は計画段階では中国鉄道によって境、米子から根雨、四十曲峠を経由して津山線との接続から岡山に至る計画が提案された。他にも玉島、倉敷から新見、上石見、二部を経由して米子、境に行くルートも提案されるなど南北において地元政治家・有力者による誘致合戦が過熱を帯び（我田引鉄）、特に鳥取県日野郡は郡内でルートが分かれていたため地域を二分する誘致運動が展開されたが、結局中国鉄道に対して免許が交付された。しかし、日露戦争後の景気低迷などによる資金難のために計画が頓挫。鉄道院は四十曲峠の難工事箇所を除く伯耆大山 - 根雨間を軽便鉄道として根雨線という名称で国費で建設することを決めた。その工事中、陰陽連絡線として本格的な鉄道建設の計画が持ち上がった。岡山側の分岐点は吉備線経由案、庭瀬分岐案、倉敷分岐案とあったが、大原孫三郎の陳情活動により倉敷分岐となり、1918年に伯備線と改称して本格的な鉄道路線として現在の路線で建設することとなった。
伯備線の建設は南北から進められ、最初に開業したのは北側の伯耆溝口駅 - 伯耆大山駅間で1919年のことである。1926年に足立駅まで到達した。南側は1925年に倉敷駅 - 宍粟駅（現在の豪渓駅）間が伯備南線として開業。以後順次延伸され、備中川面駅まで開業したのは1927年。伯備両線の工事は1928年7月に新見駅構外で連結し、7月18日には岡山と米子から出発した蒸気機関車が現在の新見市金谷で連結する式典が行われた。備中川面駅 - 新見駅 - 足立駅間が同年10月25日開業し全通した。
ローカル線規格の丙線として建設され、急行「ちどり」で定期夜行列車が運行されていた木次線や芸備線と比べると、陰陽連絡路線としては重要視されていると言い難い状況だった。しかし山陽新幹線の新大阪駅 - 岡山駅間の先行開業が決定すると状況は一変、岡山駅と米子・松江・出雲市方面を短絡するルートとして整備されることとなり、まず、急行「だいせん」を前身とする急行「おき」（京都駅 - 岡山駅 - 出雲市駅間）の格上げでキハ181系による特急「おき」が新大阪駅から伯備線経由で設定され、山陽新幹線岡山駅延伸開業後の1972年に、岡山駅発着の特急「やくも」に立て替えると共に、優等列車が増発された。さらに一部区間の付け替え・複線化などの改良整備が行われ、1982年の直流電化とともに振り子式電車 381系を投入。この時点で新幹線開業前から運行されていた急行列車が無くなった。
改良が行われる一方、険しい中国山地や新見駅周辺の阿哲渓谷を貫くため単線区間や急カーブも随所に残り、振り子機構を持たない普通列車は備中高梁駅以北においてしばしば60km/h制限を受けるなど高速化の障害となっている。なお、利便性向上のため将来的にフリーゲージトレインの導入が検討されていたが、多額の整備費をかけても時間短縮効果が見込めないことが判明し導入を断念した。

### 年表

#### 伯備北線
- 1919年（大正8年）8月10日：伯備北線 伯耆大山駅 - 伯耆溝口駅間（7.0M≒11.27km）が開業。岸本駅、伯耆溝口駅が開業。
- 1922年（大正11年）
  - 3月25日：伯耆溝口駅 - 江尾駅間（5.7M≒9.17km）が延伸開業。江尾駅が開業。
  - 7月30日：江尾駅 - 根雨駅間（4.2M≒6.76km）が延伸開業。根雨駅が開業。
  - 11月10日：根雨駅 - 黒坂駅間（4.7M≒7.56km）が延伸開業。黒坂駅が開業。
- 1923年（大正12年）11月28日：黒坂駅 - 生山駅間（5.2M≒8.37km）が延伸開業。生山駅が開業。
- 1924年（大正13年）12月6日：生山駅 - 上石見駅間（5.4M≒8.69km）が延伸開業。上石見駅が開業。
- 1925年（大正14年）4月1日：上菅駅が開業。
- 1926年（大正15年）12月1日：上石見駅 - 足立駅間（6.0M≒9.66km）が延伸開業。足立駅が開業。
- 1928年（昭和3年）10月25日：上石見 - 足立間が休止。

#### 伯備南線
- 1925年（大正14年）
  - 2月17日：伯備南線 倉敷駅 - 宍粟駅間（9.5M≒15.29km）が開業。清音駅、西総社駅（現在の総社駅）、宍粟駅（現在の豪渓駅）が開業。
  - 5月17日：宍粟駅 - 美袋駅間（4.6M≒7.40km）が延伸開業。美袋駅が開業。
- 1926年（大正15年）6月20日：美袋駅 - 木野山駅間（10.0M≒16.09km）が延伸開業。備中広瀬駅、備中高梁駅、木野山駅が開業。
- 1927年（昭和2年）7月31日：木野山駅 - 備中川面駅間（2.4M≒3.86km）が延伸開業。備中川面駅が開業。

#### 伯備線全通以後
- 1928年（昭和3年）
  - 3月30日：伯備北線の第九工区（小南 - 太田間）が竣功。新見駅構外で3月23日に竣功した南線と合流し全線の工事が終了した。
  - 10月25日：備中川面駅 - 足立駅間（21.9M≒35.24km）が延伸開業して全通（ただし、備中川面駅 - 足立駅 - 上石見駅間は列車の運行がないまま）。伯備南線が新規開業区間と伯備北線（伯耆大山駅 - 足立駅間）を編入し伯備線に改称。方谷駅、井倉駅、石蟹駅、新見駅、備中神代駅が開業。
  - 11月25日：備中川面駅 - 上石見駅間で運行開始。
- 1930年（昭和5年）4月1日：営業距離の単位をマイルからメートルに変更（86.6M→139.6km）。
- 1935年（昭和10年）5月16日：宍粟駅が豪渓駅に改称。
- 1936年（昭和11年）10月10日：新見駅 - 備中神代駅間に布原信号場が開設。
- 1953年（昭和28年）12月15日：新郷駅が開業。
- 1954年（昭和29年）4月1日：倉敷駅 - 清音駅間に酒津仮停車場が開業。
- 1956年（昭和31年）5月15日：日羽駅が開業。
- 1959年（昭和34年）11月1日：西総社駅が総社駅に改称。
- 1961年（昭和36年）8月23日：武庫駅が開業。
- 1962年（昭和37年）6月1日：酒津仮停車場が廃止。
- 1968年（昭和43年）
  - 9月5日：清音駅 - 総社駅間が複線化。
  - 9月25日：総社駅 - 豪渓駅間が複線化[39]。
- 1969年（昭和44年）2月14日：上石見駅 - 生山駅間で作業していた保線係員が列車にはねられる鉄道人身障害事故（伯備線保線作業員死傷事故）が発生し、6人が死亡[40]。
- 1970年（昭和45年）9月7日：豪渓駅 - 美袋駅間が複線化[41]。日羽駅が移転。
- 1971年（昭和46年）
  - 1月31日：上石見駅 - 伯耆大山駅間に列車集中制御装置 (CTC) を導入し、試運用開始[42]。
  - 2月5日：上石見駅 - 伯耆大山駅間のCTCが本格運用開始[42]。
- 1972年（昭和47年）
  - 2月23日：美袋駅 - 備中広瀬駅間が複線化[43]。
  - 3月1日：倉敷駅 - 新郷駅間にCTCを導入[44]。
  - 3月12日：足立駅 - 新見駅間での「D51三重連」最後の運転。
  - 3月15日：特急「やくも」運転開始。
- 1973年（昭和48年）
  - 4月1日：蒸気機関車が引退して無煙化。
  - 9月18日：備中広瀬駅 - 備中高梁駅間が複線化[45]。
  - 9月28日：広石信号場と下石見信号場が開設。
- 1975年（昭和50年）2月27日：上溝口信号場が開設。
- 1978年（昭和53年）10月28日：井倉駅 - 石蟹駅間で新線（後の上り線）に切換[46]。
- 1979年（昭和54年）
  - 3月13日：新見駅 - 布原信号場間のうち新見側2.5kmが複線化[47]。
  - 10月9日：倉敷駅 - 清音駅間が複線化[48]。
- 1982年（昭和57年）
  - 6月15日：井倉駅 - 石蟹駅間のうち3.1kmが複線化[49]。
  - 7月1日：倉敷駅 - 伯耆大山駅間全線が電化[50]。特急「やくも」が電車化。
- 1983年（昭和58年）7月26日：井倉駅 - 石蟹駅間のうち1.4kmが複線化。

#### 国鉄分割民営化以降
- 1987年（昭和62年）4月1日：国鉄分割民営化により西日本旅客鉄道（JR西日本）が承継。全線で日本貨物鉄道（JR貨物）が第二種鉄道事業者となる。布原信号場が駅に変更され、布原駅が開業。
- 1990年（平成2年）3月10日：備中高梁駅以南で「やくも」の120km/h運転開始[51]。
- 1991年（平成3年）4月1日：倉敷駅（構内除く）- 新郷駅間が岡山支社から備中鉄道部の直轄になる。
- 1994年（平成6年）7月24日：新見市・高梁市・総社市の市制40周年を記念して、総社駅 - 新見駅間で蒸気機関車C56 160牽引の「SL備中路若鮎号」が運転される[52]。
- 1998年（平成10年）10月3日：備中高梁駅 - 新見駅間でワンマン運転開始[53]。この当時、115系と213系電車はワンマン運転対応改造される前だったため105系電車やキハ120形気動車が使用される。
- 1999年（平成11年）1月11日：井原鉄道井原線が開業。清音駅 - 総社駅間で井原鉄道が第二種鉄道事業者となる。
- 2000年（平成12年）
  - 10月6日 - 10月9日：鳥取県西部地震より新郷駅 - 伯耆大山駅間が不通になる[54]。
  - 10月29日 - 11月16日：10月28日に鳥取西部地震の余震で土砂崩れが発生したため、生山駅 - 根雨駅間が不通になる[55]。
- 2001年（平成13年）
  - 7月7日：新見駅 - 伯耆大山駅間でワンマン運転開始[56]。
  - 10月26日：清音駅 - 新郷駅間で小規模線区自動進路制御装置 (SRC) が導入[57]。
- 2004年（平成16年）10月16日：倉敷駅 - 備中高梁駅間でワンマン運転開始。
- 2006年（平成18年）1月24日：保線作業中に作業員をはねる鉄道人身障害事故（伯備線保線作業員死傷事故）が発生。
- 年月日不明：備中鉄道部が廃止され、倉敷駅（構内を除く）- 新郷駅間が岡山支社の直轄に変更[58]。
- 2007年（平成19年）9月1日：倉敷駅 - 備中高梁駅間がICOCAの利用エリアになる[59]。
- 2016年（平成28年）
  - 3月26日：路線記号とラインカラーを導入[2][3]。木野山駅以北で実施されていた普通列車のドア半自動扱いが、全区間に拡大される。
  - 12月17日：ICOCAの利用エリアを備中高梁駅 - 伯耆大山駅間の特急停車駅（新見駅・生山駅・根雨駅）にも拡大[5]。それぞれIC専用型自動改札機で対応。
- 2017年（平成29年）1月24日：豪渓駅を発車しようとした普通列車が車輪止めに乗り上げ脱線（伯備線豪渓駅構内脱線事故）[60]。
- 2018年（平成30年）平成30年7月豪雨で7月5日より備中高梁駅 - 生山駅間が運転見合わせ[61]となったのを始めとして、7月6日には運転見合わせ区間が倉敷駅 - 備中高梁駅間、生山駅 - 伯耆大山駅間に拡大[61]。また足立駅 - 新郷駅間で土砂流入が発生した[62]。8月1日に全区間での運転再開[63]。ただし布原駅のみは、芸備線の一部区間の不通が解消された8月27日に営業再開[64]。
- 2020年（令和2年）9月：駅ナンバー（駅番号）を山陽本線区間含む岡山駅 - 新見駅間の各駅に順次導入[65]。
- 2021年（令和3年）
  - 3月13日：備中高梁駅 - 新見駅間の各駅（木野山駅、備中川面駅、方谷駅、井倉駅、石蟹駅）がICOCAエリアになる[66]。
  - 7月29日：JR西日本岡山支社が晴れの国岡山農業協同組合などと連携して、備中高梁駅で農産品を旅客列車に積み込んで岡山駅へ輸送し、岡山駅で販売する貨客混載事業を開始[33]。
- 2024年（令和6年）
  - 4月6日：特急「やくも」で273系の営業運転を開始。
  - 6月15日：特急「やくも」で381系の定期運用が終了。以後も、臨時列車等で運行される予定[67]。

## 駅一覧
便宜上、末端部の全旅客列車が乗り入れる山陽本線岡山駅 - 倉敷駅間、および山陰本線伯耆大山駅 - 米子駅間も合わせて記載する。
- 駅名 …（貨）：貨物専用駅、◆：貨物取扱駅（貨物専用駅を除く）
- 累計営業キロは倉敷駅起点。
- 停車駅
  - 伯備線普通列車…布原駅以外の全旅客駅に停車。布原駅は芸備線直通普通列車のみ停車。
  - 特急（やくも・サンライズ出雲）…列車記事参照
- 接続路線 … 駅名が異なる場合は⇒印で駅名を記す。
- 線路 … ||：複線区間、◇・｜：単線区間（◇は列車交換可能）、∨：ここより下は単線、∧：ここより下は複線
- 駅ナンバーは岡山駅 - 新見駅を対象として2020年9月より順次導入[65]。

| 路線名   | 駅ナンバー   | 駅名                       | 営業キロ | 営業キロ                                                     | 接続路線・備考 | 線路   | 所在地        | 所在地        | 所在地      |
| 路線名   | 駅ナンバー   | 駅名                       | 駅間     | 累計                                                         | 接続路線・備考 | 線路   | 所在地        | 所在地        | 所在地      |
| -------- | ------------ | -------------------------- | -------- | ------------------------------------------------------------ | --- | ------ | ------------- | ------------- | ----------- |
| 山陽本線 | JR-V01       | 岡山駅                     | -        | 15.9                                                         | 西日本旅客鉄道： 山陽新幹線・ 山陽本線（JR-S01・和気方面：）・ 赤穂線（JR-N01）・ 宇野線（宇野みなと線：JR-L01・ 瀬戸大橋線：JR-M01）・ 津山線・ 吉備線（桃太郎線：JR-U01） 岡山電気軌道：東山本線 ⇒ 岡山駅前停留場（H01・S01） | \|\|   | 岡山県        | 岡山市 北区   | 岡山市 北区 |
| 山陽本線 | -            | （貨）岡山貨物ターミナル駅 | 2.5      | 13.4                                                         | | \|\|   | 岡山県        | 岡山市 北区   | 岡山市 北区 |
| 山陽本線 | JR-V02       | 北長瀬駅                   | 0.9      | 12.5                                                         | | \|\|   | 岡山県        | 岡山市 北区   | 岡山市 北区 |
| 山陽本線 | JR-V03       | 庭瀬駅                     | 3.1      | 9.4                                                          | | \|\|   | 岡山県        | 岡山市 北区   | 岡山市 北区 |
| 山陽本線 | JR-V04       | 中庄駅                     | 4.7      | 4.7                                                          | | \|\|   | 岡山県        | 倉敷市        | 倉敷市      |
| 山陽本線 | JR-V05       | 倉敷駅                     | 4.7      | 0.0                                                          | 西日本旅客鉄道： 山陽本線（JR-W05・福山方面） 水島臨海鉄道：水島本線 ⇒ 倉敷市駅（MR0） | \|\|   | 岡山県        | 倉敷市        | 倉敷市      |
| 伯備線   | JR-V05       | 倉敷駅                     | 4.7      | 0.0                                                          | 西日本旅客鉄道： 山陽本線（JR-W05・福山方面） 水島臨海鉄道：水島本線 ⇒ 倉敷市駅（MR0） | \|\|   | 岡山県        | 倉敷市        | 倉敷市      |
| JR-V06   | 清音駅       | 7.3                        | 7.3      | 井原鉄道：井原線                                             | \|\| | 総社市 | 総社市        |               |             |
| JR-V07   | 総社駅       | 3.4                        | 10.7     | 西日本旅客鉄道： 吉備線（桃太郎線：JR-U10） 井原鉄道：井原線 | \|\| | 総社市 | 総社市        |               |             |
| JR-V08   | 豪渓駅       | 4.6                        | 15.3     |                                                              | \|\| | 総社市 | 総社市        |               |             |
| JR-V09   | 日羽駅       | 3.7                        | 19.0     |                                                              | \|\| | 総社市 | 総社市        |               |             |
| JR-V10   | 美袋駅       | 3.7                        | 22.7     |                                                              | \|\| | 総社市 | 総社市        |               |             |
| JR-V11   | 備中広瀬駅   | 6.9                        | 29.6     |                                                              | \|\| | 高梁市 | 高梁市        |               |             |
| JR-V12   | 備中高梁駅   | 4.4                        | 34.0     |                                                              | ∨ | 高梁市 | 高梁市        |               |             |
| JR-V13   | 木野山駅     | 4.8                        | 38.8     |                                                              | ◇ | 高梁市 | 高梁市        |               |             |
| JR-V14   | 備中川面駅   | 3.9                        | 42.7     |                                                              | ◇ | 高梁市 | 高梁市        |               |             |
| JR-V15   | 方谷駅       | 4.7                        | 47.4     |                                                              | ◇ | 高梁市 | 高梁市        |               |             |
| -        | 広石信号場   | -                          | 50.8     |                                                              | ◇ | 新見市 | 新見市        |               |             |
| JR-V16   | 井倉駅       | 7.8                        | 55.2     |                                                              | ∧ | 新見市 | 新見市        |               |             |
| JR-V17   | 石蟹駅       | 4.5                        | 59.7     |                                                              | ∨ | 新見市 | 新見市        |               |             |
| JR-V18   | 新見駅       | 4.7                        | 64.4     | 西日本旅客鉄道： 姫新線                                      | ◇ | 新見市 | 新見市        |               |             |
| -        | 布原駅       | 3.9                        | 68.3     | 伯備線列車は全通過、芸備線列車のみ旅客扱い                   | ◇ | 新見市 | 新見市        |               |             |
| -        | 備中神代駅   | 2.5                        | 70.8     | 西日本旅客鉄道： 芸備線                                      | ◇ | 新見市 | 新見市        |               |             |
| -        | 足立駅       | 6.2                        | 77.0     |                                                              | ◇ | 新見市 | 新見市        |               |             |
| -        | 新郷駅       | 5.8                        | 82.8     |                                                              | ◇ | 新見市 | 新見市        |               |             |
| -        | 上石見駅     | 3.9                        | 86.7     |                                                              | ◇ | 鳥取県 | 日野郡        | 日南町        |             |
| -        | 下石見信号場 | -                          | 91.6     |                                                              | ◇ | 鳥取県 | 日野郡        | 日南町        |             |
| -        | 生山駅       | 8.7                        | 95.4     |                                                              | ◇ | 鳥取県 | 日野郡        | 日南町        |             |
| -        | 上菅駅       | 3.5                        | 98.9     |                                                              | ◇ | 鳥取県 | 日野郡        | 日野町        |             |
| -        | 黒坂駅       | 4.8                        | 103.7    |                                                              | ◇ | 鳥取県 | 日野郡        | 日野町        |             |
| -        | 根雨駅       | 7.6                        | 111.3    |                                                              | ◇ | 鳥取県 | 日野郡        | 日野町        |             |
| -        | 武庫駅       | 4.7                        | 116.0    |                                                              | ｜ | 鳥取県 | 日野郡        | 江府町        |             |
| -        | 江尾駅       | 2.1                        | 118.1    |                                                              | ◇ | 鳥取県 | 日野郡        | 江府町        |             |
| -        | 上溝口信号場 | -                          | 122.3    |                                                              | ◇ | 鳥取県 | 西伯郡 伯耆町 | 西伯郡 伯耆町 |             |
| -        | 伯耆溝口駅   | 9.2                        | 127.3    |                                                              | ◇ | 鳥取県 | 西伯郡 伯耆町 | 西伯郡 伯耆町 |             |
| -        | 岸本駅       | 5.0                        | 132.3    |                                                              | ◇ | 鳥取県 | 西伯郡 伯耆町 | 西伯郡 伯耆町 |             |
| -        | 伯耆大山駅◆  | 6.1                        | 138.4    | 西日本旅客鉄道： 山陰本線（鳥取方面）                        | ∧ | 鳥取県 | 米子市        | 米子市        |             |
| -        | 伯耆大山駅◆  | 6.1                        | 138.4    | 西日本旅客鉄道： 山陰本線（鳥取方面）                        | ∧ | 鳥取県 | 米子市        | 米子市        | 山陰本線    |
| -        | 東山公園駅   | 3.0                        | 141.4    |                                                              | \|\| | 鳥取県 | 米子市        | 米子市        |             |
| -        | 米子駅       | 1.8                        | 143.2    | 西日本旅客鉄道： 山陰本線（出雲市方面）・ 境線               | \|\| | 鳥取県 | 米子市        | 米子市        |             |

1. ↑  赤穂線の正式な終点は山陽本線東岡山駅だが、運転系統上は岡山駅に乗り入れる。
2. ↑  芸備線の正式な起点は備中神代駅だが、列車は新見駅まで乗り入れる。

伯備線内の駅のうち、倉敷駅・総社駅・備中高梁駅・新見駅・根雨駅はJR西日本直営駅、その他の駅は無人駅である。

### 廃駅
- 酒津仮停車場：1962年廃止、倉敷駅 - 清音駅間、倉敷駅起点2.5km。酒津公園観桜用の臨時駅。